# 呉皇后 (成化帝)
廃后呉氏（はいこう ごし）は、明の成化帝の廃后。

## 経歴
順天府の人。正三品指揮使の呉俊の娘として生まれる。天順8年（1464年）、英宗に選抜されて後宮に入り、太子朱見深（後の成化帝）の婚約者となった。父の呉俊は一品錦衣衛都督同知に進封された。
成化帝が即位すると、皇后に立てられた。その翌月、側室万氏（後に皇貴妃となった）がはなはだ無礼であったため杖刑に処した。成化帝は激怒して皇后を廃位し、別宮にうつされ父兄もすべて落職した。
万貴妃は嫉妬深く、他の妃の子供をつぎつぎに堕胎させたが（呉氏と同時に選抜された柏賢妃とその生んだ長子は毒殺されたともいう）、呉氏は生母紀氏が恐怖のため手放した朱祐樘（後の弘治帝）の養育に密かに関わり、なさぬ子が東宮（皇太子）に立つまで見届けた。弘治帝の即位後も、王太后の権勢が強かったため、復位されることはなかったが、皇太后の礼遇で服飾・膳食を奉られ「母后」と呼ばれた。
正徳4年（1509年）正月16日、薨去した。劉瑾は一宮人として荼毘に附そうとしたが、大臣の進言で妃の礼をもって金山に葬られた。

## 伝記資料
- 『明憲宗実録』
- 『宛署雑記』